# Медник малійський
Медник малійський (Ptilotula plumula) — вид горобцеподібних птахів родини медолюбових (Meliphagidae). Ендемік Австралії.

## Таксономія
Медник малійський описаний у 1841 році англійським орнітологом Джоном Гулдом як Lichenostomus plumulus. Його перенесли до роду Ptilotula після того, як молекулярно-філогенетичний аналіз, опублікований у 2011 році, показав, що Lichenostomus був поліфілетичним.

## Підвиди
Описано три підвиди:
- P. p. plumula (Gould, 1841) – у південній та західній Австралії;
- P. p. planasi (Campbell, AJ, 1910) – на півночі Австралії;
- P. p. graingeri (Mathews, 1912) – у центральній, східній та південно-східній Австралії.

## Опис
Це маленький медолюб із жовтим нашийником, облямованим зверху чорним. Він має невелику сіру пляму на лобі, яка може бути непомітною для північних підвидів. Корона оливково-жовта, а лори чорнуваті. Верх оливково-сірий, а махові жовто-оливкові. Низ брудно-білий з нечіткими смугами.